# Robert Rey
Roberto Miguel Rey Júnior, meglio noto come Robert Rey (San Paolo, 1º ottobre 1961), è un chirurgo e personaggio televisivo brasiliano con cittadinanza statunitense.
È un chirurgo plastico che compare nel reality show Dr. 90210 sul canale satellitare E!.
Il suo studio si trova a Beverly Hills, negli Stati Uniti.

## Biografia

### Infanzia e primi anni
Roberto Miguel Rey Júnior è nato a da Avelina Reisdörfer e dall'ingegner Roberto Miguel Rey, un uomo nato negli Stati Uniti d'America, ma naturalizzato brasiliano.
La famiglia vive a San Paolo fino al 1974, quando i missionari Mormoni (in modo particolare l'autore di romanzi fantascientifici Orson Scott Card) portarono il dottor Rey con i suoi fratelli negli Stati Uniti. Rey e i suoi fratelli si trasferirono nello Utah dove furono adottati da una comunità religiosa.

Più tardi si trasferirono in Arizona. All'età di sedici anni incontrò la madre e andarono a vivere a Prescott in Arizona dove frequentò la Prescott High School. Lei lavorava come bidella per aiutare a pagare le tasse scolastiche del figlio.
Aveva un padre vilento; Rey dichiarò: "Mio padre era un mostro e mia madre non poteva dire nulla. Ero molto felice di andarmene". In un'altra intervista dichiarò che il padre era "un totale stronzo, un donnaiolo e un alcolizzato".
Divenne un membro della Screen Actors Guild nel 1980 e apparve negli spot pubblicitari della televisione, più recentemente in uno spot in cui diceva che un pollo doveva sottoporsi ad un intervento di mastoplastica additiva.

### Carriera
Nel 1983 Rey ottenne una laurea in Farmacia dall'"Arizona State University". Inoltre ottenne un Master in Relazioni Pubbliche dalla "John F. Kennedy School of Government" ad Harvard e un dottorato in medicina alla "Tufts University of Medicine" nel 1990.
Il Dr Rey completò un internato triennale di chirurgia generale all'Harbor UCLA, seguito da due anni di internato in chirurgia plastica nel 1997 alla "University of Tennessee-Memphis Health Science Center"
Nel 2004 il Dr Rey prende parte al reality show Dr. 90210. Lo show mostra sia la vita lavorativa e professionale, sia la vita privata del dottor Rey.
È stato criticato per il suo modo informale di trattare i pazienti.

## Vita privata
Il dottor Rey è sposato dal 2000 con Hayley Rey (nata il 24 agosto 1974). Hanno due figli: Sydney (nata nel 2000) e Robby (nato nel 2004). Vivono a Beverly Hills, in California.

## Filmografia
Il dottor Rey è stato consulente medico per il film Seven (1995). Ha avuto oltre 60 partecipazioni in show televisivi. apparendo tra l'altro nei seguenti programmi:
- Reality Check (2000), se stesso
- Plastic Surgery (2000), se stesso
- Dr. 90210 (2004 - presente), se stesso
- Rey's Anatomy (2006), se stesso
- Americanizing Shelley (2007), chirurgo plastico

## Pubblicazioni
- Rey, R.M. Paiement, G.D., McGann W.M., Jasty, M., Harrigan, T.P., Burke, D.W., and Harris, W.H.: A Study of Intrusion Characteristics of Low Viscosity Cement Simplex-P and Palacos Cements in a Bovine Cancellous Bone Model. Clinical Orthopaedics and Related Research 215:272-278, 1987.
- Greer, J.A., O'Connor, D.O., Rey, R.M., and Harris, W.H.: Improved Fatigue Porosity and Thermal Properties of a New PMMA Bone Cement. Trans. 3 1 st Ann. Meeting Orthopaedic Research Socieiy, Las Vegas, Nevada, 1985, p. 240.
- "Rey R.M. Book Review: The Quest of Efficiency in the Delivery of Health Care Service. Governance: Harvard Journal of Public Policy. Summer-Fall, 1987 p. 71-72.
- Robert M. Rey for the Office of the U.S. Surgeon General, Plain Talk on AIDS for Hispanic Americans, Vista Hispanic Magazine, Sept. 5, 1987, p. 13.
- Sutherlin, C.E., McAfee, P.C., Warden, K.E., Rey, R.M., and Farey, I.D.: A Biomechanical Evaluation of Cervical Spinal Stabilization Methods in a Bovine Model: Static and Cyclical Loading. Spine 13(7): 795-802, -_p 1988.
- Schuind, F., An, K.N., Bergiand L., Rey, R.M., Linscbeid, R.I., and Chao, E.Y.S.: A Biomechanical Study of the Distal Radioulnar Ligaments. The 7th Meeting of the European Society Biomechanics, Aarhus, Denmark, 1990.
- Schuind, F., An, K.N., Bergiand, L., Rey, R.M., Cooney, 111, W.P., Linscheid, R.L., and Cha Io, E.Y.S.: The Distal Radio-Ulnar Ligaments - A Biomechanical Study. The Journal of Hand Surgery (Am.) 16A(6): 1106- 1114, 1991.
- Rey, R.M., Smoot, E.C., Nguyen, D., and Lesavoy, M.A.: A Study of the Effects of Epinephrine Infiltration on Delayed Bleeding in a Rat Flap Model. Annals of Plastic Surgery, 37(4): 406-410, 1996.
- Smoot, E.C., Jernigan, J.R., Kinsley, E., and Rey, R.M.: A Survey of Operative Airway Management Practices for Midface Fractures. Journal of Craniofacial Surgery, 8(3):201-207.
- Rey, R.M., and Smoot, E.C. Correspondence: Modified Catch Basin for Extremity Irrigation. Plastic and Reconstructive Surgery, 101(2): 553-554, 1998.